# کارینه باقرامیان
کارینه آلبرتی باقرامیان (ارمنی: Կարինե Ալբերտի Բաղրամյան؛ انگلیسی: Karine Baghramyan؛ زادهٔ ۲۸ مارس ۱۹۶۲) زیست‌فیزیک‌دان اهل ارمنستان است.

## زندگی‌نامه
وی در ۲۸ مارس ۱۹۶۲ ‏در آخالکالاک به دنیا آمد و از دانشگاه دولتی ایروان فارغ‌التحصیل گشت. وی همچنین برنده جوایزی همچون جایزه رئیس‌جمهور جمهوری ارمنستان (جایزه پوغوسیان) شد.

## یادداشت
1. ↑  Doktor Nauk in Biology